# Sigurd II di Norvegia
Sigurd II di Norvegia (1133 – Bergen, 6 febbraio 1155) fu re di Norvegia dal 1136 al 1155.

## Biografia
Era figlio di Harald IV di Norvegia e di una sua amante Tora Guttormsdotter.
Alla morte di suo padre nel 1136 ucciso da Sigurd Slembedjakn, co-regnò con i fratelli Inge I di Norvegia e Øystein II di Norvegia attraverso i loro tutori.
I rispettivi tutori dei figli di Harald IV riunirono le forze per sconfiggere Slembedjakn ed il detronizzato Magnus IV di Norvegia, che vennero sconfitti nel 1139 in seguito alla battaglia di Hvaler.
Dopo questi scontri seguì un periodo di pace. Durante la minore età dei fratelli, Sigurd, Inge e Magnus, la nobiltà norvegese (il lendmenn) collaborò al governo del regno.
Nel 1142 dalla Scozia arrivò un fratellastro di Sigurd, Øystein, la cui origine venne accettata dal momento che Harald IV aveva ammesso di aver un figlio all'estero. Øystein divenne così re e co-reggente insieme a Sigurd e Inge. Magnus, di cui poco si sa, è morto per cause naturali a un certo punto nel 1140.
Nel 1152 la Norvegia venne visitata dal legato pontificio Nicola Breakspear. Durante la sua visita, la chiesa in Norvegia venne organizzata in un arcivescovado a parte, con sede a Nidaros.
Crescendo cominciò a crescere l'ostilità tra i fratelli.
Nel 1155 Inge accusò Sigurd e Eystein di un tentativo di detronizzarlo. Sigurd negò le accuse ma pochi giorni dopo una delle guardie di Inge venne uccisa da un uomo di Sigurd.
Su consiglio di sua madre Ingrid e del suo consulente Gregorius Dagsson, Inge ordinò ai suoi uomini il 6 febbraio 1155 di assaltare la casa dove risiedeva Sigurd.
Sigurd aveva con sé pochi uomini e finì ucciso. Fu sepolto presso la vecchia cattedrale di Bergen, in seguito demolita e poi sostituita da una più grande.

## Ascendenza
|                        |   |                     | Genitori |  |  | Nonni |  |  | Bisnonni             |  |  | Trisnonni              |  |
|                        |   |                     |          |  |  |       |  |  | Olaf III di Norvegia |  |  | Harald III di Norvegia |  |
|                        |   |                     |          |  |  |       |  |  | Olaf III di Norvegia |  |  | Harald III di Norvegia |  |
|                        |   | Tora Torbergsdatter |          |  |  |       |  |  | Olaf III di Norvegia |  |  |                        |  |
| Magnus III di Norvegia |   |                     |          |  |  |       |  |  | Olaf III di Norvegia |  |  |                        |  |
|                        |   | …                   | …        |  |  |       |  |  |                      |  |  |                        |  |
|                        |   | …                   | …        |  |  |       |  |  |                      |  |  |                        |  |
|                        |   | …                   | …        |  |  |       |  |  |                      |  |  |                        |  |
| Harald IV di Norvegia  |   | …                   |          |  |  |       |  |  |                      |  |  |                        |  |
|                        |   | …                   | …        |  |  |       |  |  |                      |  |  |                        |  |
|                        |   | …                   | …        |  |  |       |  |  |                      |  |  |                        |  |
|                        |   | …                   | …        |  |  |       |  |  |                      |  |  |                        |  |
| …                      |   | …                   |          |  |  |       |  |  |                      |  |  |                        |  |
|                        |   | …                   | …        |  |  |       |  |  |                      |  |  |                        |  |
|                        |   | …                   | …        |  |  |       |  |  |                      |  |  |                        |  |
|                        |   | …                   | …        |  |  |       |  |  |                      |  |  |                        |  |
| Sigurd II di Norvegia  |   | …                   |          |  |  |       |  |  |                      |  |  |                        |  |
|                        | … | …                   |          |  |  |       |  |  |                      |  |  |                        |  |
|                        | … | …                   |          |  |  |       |  |  |                      |  |  |                        |  |
|                        | … | …                   |          |  |  |       |  |  |                      |  |  |                        |  |
| …                      | … |                     |          |  |  |       |  |  |                      |  |  |                        |  |
|                        |   | …                   | …        |  |  |       |  |  |                      |  |  |                        |  |
|                        |   | …                   | …        |  |  |       |  |  |                      |  |  |                        |  |
|                        |   | …                   | …        |  |  |       |  |  |                      |  |  |                        |  |
| Thora Guttermsdotter   |   | …                   |          |  |  |       |  |  |                      |  |  |                        |  |
|                        |   | …                   | …        |  |  |       |  |  |                      |  |  |                        |  |
|                        |   | …                   | …        |  |  |       |  |  |                      |  |  |                        |  |
|                        |   | …                   | …        |  |  |       |  |  |                      |  |  |                        |  |
| …                      |   | …                   |          |  |  |       |  |  |                      |  |  |                        |  |
|                        |   | …                   | …        |  |  |       |  |  |                      |  |  |                        |  |
|                        |   | …                   | …        |  |  |       |  |  |                      |  |  |                        |  |
|                        |   | …                   | …        |  |  |       |  |  |                      |  |  |                        |  |
|                        |   | …                   |          |  |  |       |  |  |                      |  |  |                        |  |